# Wilhelm Genazino

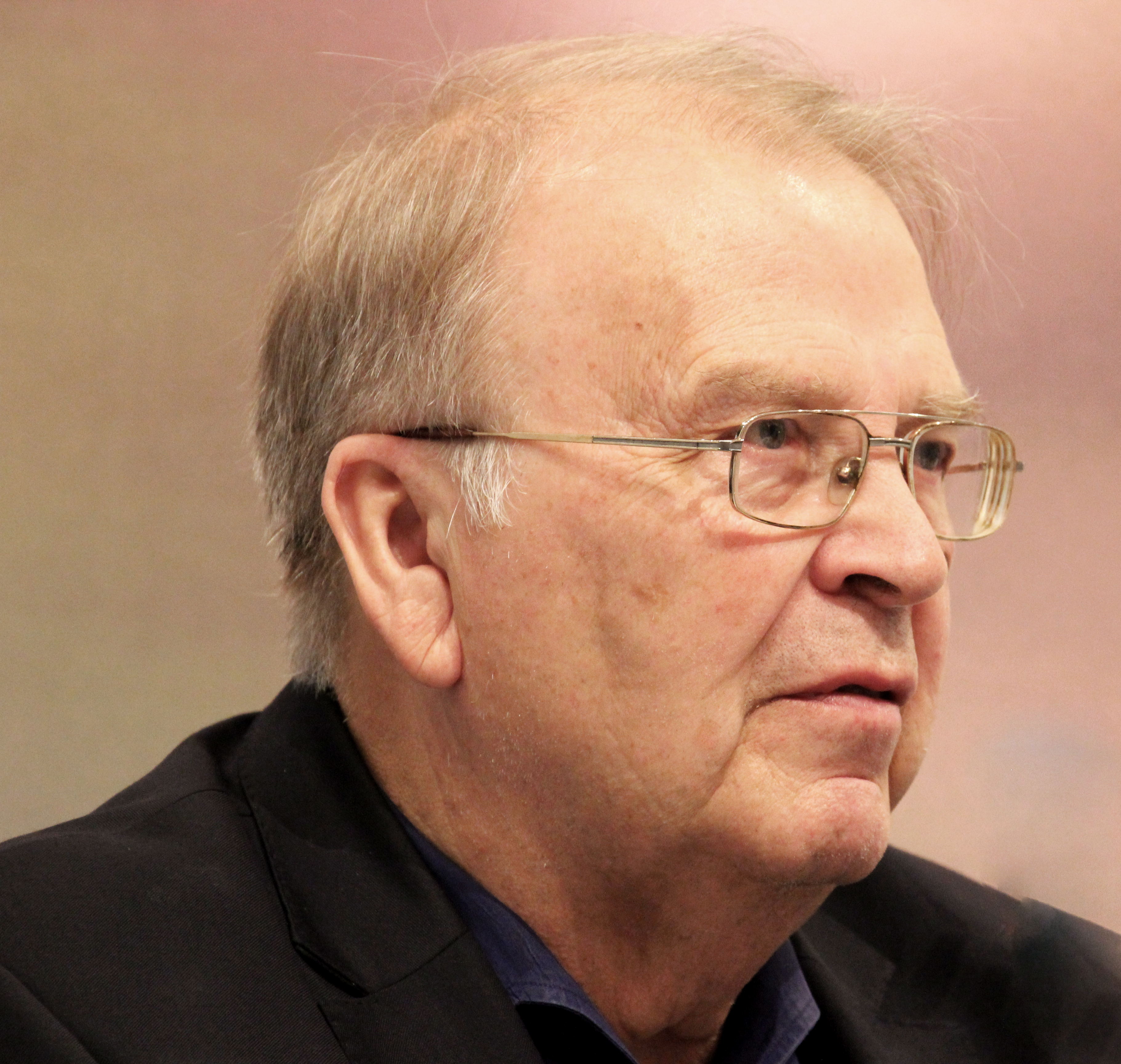
Wilhelm Genazino auf der Frankfurter Buchmesse 2016

Wilhelm Genazino [genaˈtsiːno] (* 22. Januar 1943 in Mannheim; † 12. Dezember 2018 in Frankfurt am Main) war ein deutscher Schriftsteller. 2004 wurde er mit dem Georg-Büchner-Preis ausgezeichnet.

## Leben
Wilhelm Genazino, dessen Vorfahren aus Italien stammen, wuchs in einfachen Verhältnissen mit drei Geschwistern in Mannheim auf. Dort besuchte er zunächst die Volksschule und dann das Gymnasium, das er noch vor der Erlangung des Abiturs verließ. Anschließend absolvierte er eine kaufmännische Ausbildung.
Im Anschluss daran begann er, journalistisch tätig zu werden, zunächst als freier Mitarbeiter, dann als Volontär und Redakteur bei der Rhein-Neckar-Zeitung in Heidelberg und Mannheim. Später war er bis 1971 Redakteur bei der Frankfurter Satire-Zeitschrift Pardon. Von 1980 bis 1986 war er Mitherausgeber der Zeitschrift Lesezeichen. Ab Anfang der 1970er Jahre konnte er von seinem Einkommen als freiberuflicher Schriftsteller leben. Nach dem Abitur, das er erst im Alter von fast 40 Jahren ablegte, studierte Genazino von 1984 bis 1989 Germanistik, Philosophie und Soziologie an der Johann Wolfgang Goethe-Universität Frankfurt am Main. Nach seinem Studienabschluss arbeitete er als freier Journalist und Redakteur.
Von 1970 bis 1998 lebte er in Frankfurt am Main. Vom 30. August 1996 bis 29. August 1997 war er Stadtschreiber von Bergen. 1997/98 hatte Genazino die Paderborner Gastdozentur für Schriftstellerinnen und Schriftsteller inne. Ab 1998 lebte er in Heidelberg, bevor er 2004 nach Frankfurt zurückkehrte. 2004 erhielt er den bedeutendsten deutschen Literaturpreis, den damals mit 40.000 Euro dotierten Georg-Büchner-Preis der Deutschen Akademie für Sprache und Dichtung in Darmstadt, in der er ab 1990 Mitglied war. Im Wintersemester 2005/06 hielt er an der Frankfurter Universität die Frankfurter Poetik-Vorlesungen unter dem Titel Die Belebung der toten Winkel. Im Sommersemester 2009 hielt er eine „Poetikprofessur“ genannte kleine Vorlesungsreihe an der Otto-Friedrich-Universität Bamberg. 2011 wurde er in die Berliner Akademie der Künste gewählt. Sein Roman Wenn wir Tiere wären wurde für den Deutschen Buchpreis 2011 nominiert.

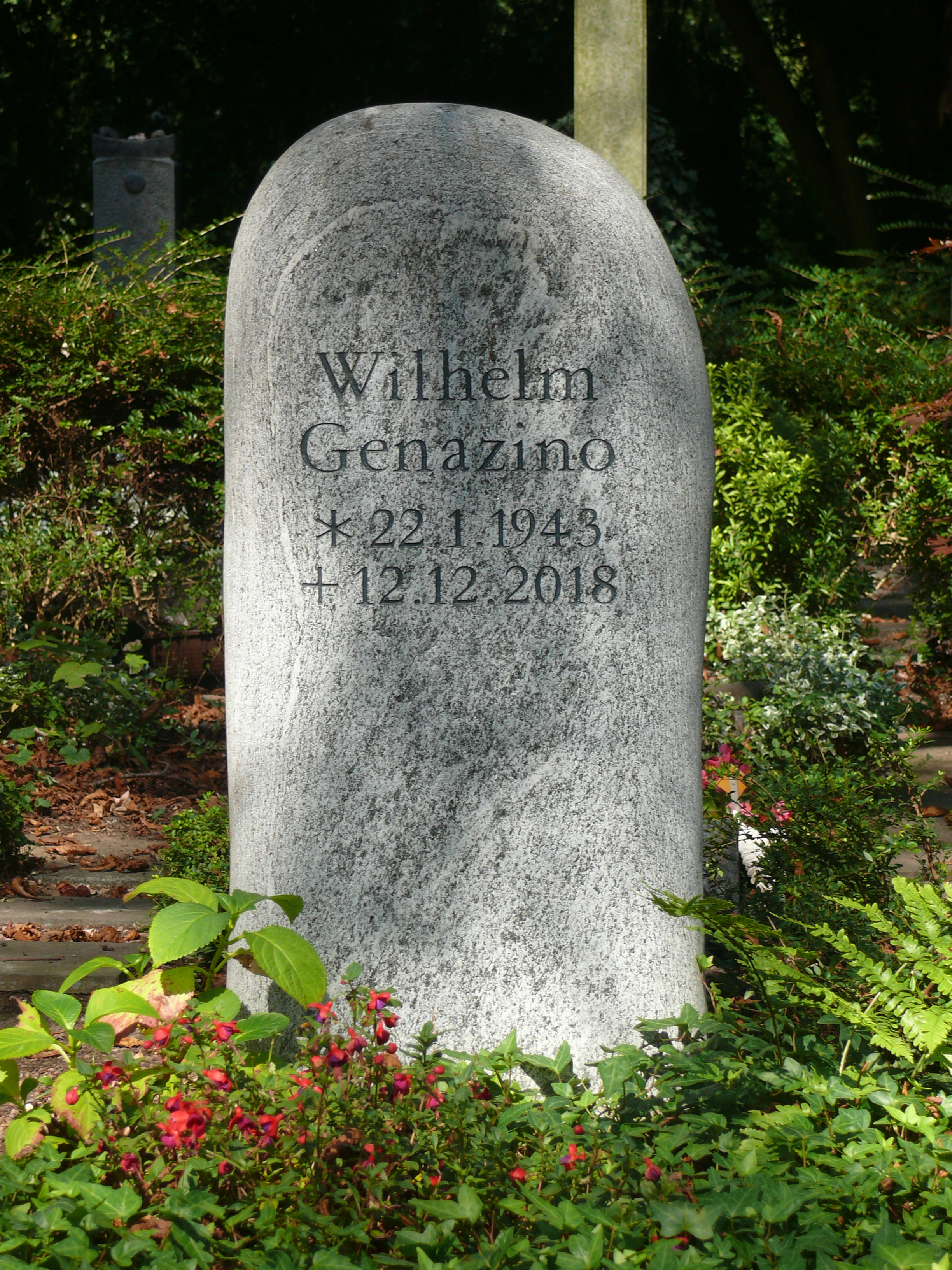
Grab auf dem Frankfurter Hauptfriedhof

Genazino wurde in den späten 1970er Jahren bekannt durch seine Abschaffel-Trilogie über das Innenleben eines isoliert lebenden kleinen Angestellten. Diese wurde 2011 zur gemeinsamen Lektüre im Rahmen der Veranstaltungsreihe Frankfurt liest ein Buch ausgewählt.
In seinen Romanen und Essays griff Wilhelm Genazino einzelne Bilder aus dem unscheinbaren Alltag heraus und beschrieb sie minutiös. Seine Beschreibungen resultieren aus einer zeitlich gedehnten Betrachtung von konkreten Einzelheiten. Auf diese intensive Art der Wahrnehmung bezieht sich der Titel seines Essays Der gedehnte Blick. Neben seinen Romanen und Essays hat er auch zahlreiche Hörspiele verfasst. Seine Werke wurden in zahlreiche Sprachen übersetzt, unter anderem ins Englische, Französische, Griechische, Italienische, Litauische, Niederländische, Russische, Slowenische, Spanische, Tschechische und Ungarische.
Klaus Reichert berichtete in seiner Trauerrede vom 4. Januar 2019 auf dem Frankfurter Hauptfriedhof, Genazino habe ihm gesagt, „die wichtigste Lektüre der letzten zehn Jahre sei für ihn die der Tagebücher von Virginia Woolf gewesen“.
Im Mai 2012 wurde bekanntgegeben, dass Genazino sein Archiv an das Deutsche Literaturarchiv Marbach übereigne.
Er wohnte in Frankfurt-Westend, hatte zwei Kinder und drei Arbeitszimmer, aber weder Auto noch Fernseher. Er starb im Dezember 2018 im Alter von 75 Jahren nach kurzer Krankheit in Frankfurt am Main. Sein Grab befindet sich auf dem Frankfurter Hauptfriedhof.

## Werkbeschreibung

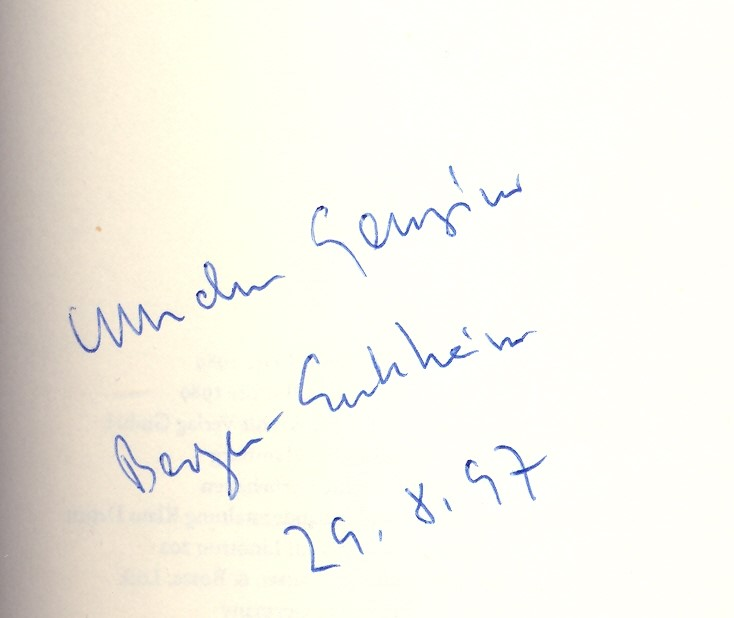
Autograph

Das dichterische Werk Genazinos ist vom Gehalt her resignativ, ein Grundzug, der jedoch durch den offenen und mitunter verhalten optimistischen Schluss eines jeden Werkes abgemildert wird.
Im Mittelpunkt seiner Prosa steht meist ein Mann mittleren Alters (zwischen 30 und 50 Jahre alt) in einer mittelgroßen deutschen Stadt mit einer Arbeit, die vom gesellschaftlichen Ansehen im Mittelfeld zu finden ist und vom Protagonisten eher gleichgültig, mitunter widerwillig, aber auch ohne Hassgefühle oder Sabotage-Akte ausgeführt wird – vielmehr konzentriert er sich auf sein Umfeld und die gesellschaftlichen Entwicklungen. Der Protagonist unterhält fast immer mindestens eine sexuelle Beziehung mit Frauen. Während die Äußerlichkeiten der im Mittelpunkt stehenden männlichen Person nur am Rande oder gar nicht beschrieben werden, wird bei jenen der Frauen etwas mehr ins Detail gegangen. Die Frauen erfüllen die gesellschaftlichen Anforderungen an Attraktivität, ohne besonders hervorzustechen. Aus den Texten erschließt sich, dass das auch auf die männlichen Protagonisten zutrifft, die demnach weder besonders schön noch hässlich, groß noch klein, dünn noch dick sind.
Der Protagonist hat im Allgemeinen den Glauben an erfüllende Partnerschaften verloren, steht aber im Grunde positiv zu seinen jeweiligen Partnerinnen. Charakteristisch sind detailliert beschriebene Streifzüge durch die Stadt (oft als Frankfurt erkennbar), durch die sich der Protagonist in bessere Stimmung zu bringen versucht. Dabei begegnen ihm häufig alte Bekannte, Frauen oder Männer, die ihm stets wohlgesinnt sind, sodass es bei Frauen auch zu lockeren Affären kommen kann.
Typisch für alle Romane Genazinos ist die hochdifferenzierte Beobachtungsgabe der Personen, die immer wieder zu sehr ausführlichen Beschreibungen scheinbarer Banalitäten führt, die dann aber in eigenwillige, teils skurril erscheinende Einsichten münden. Diese unterstreichen seinen impliziten Anspruch, das Besondere im Allgemeinen zu sehen, die Absurdität des Alltags, wie sie von durchschnittlichen Bewohnern durchschnittlicher Städte im Hier und Jetzt erlebt wird. Obwohl die detailliert beschriebenen Gedankengänge ein gewisses Bildungsniveau und vor allem Interesse an der Gesellschaft erkennbar machen, gibt es keinerlei explizite Hinweise auf kulturelle, politische oder wissenschaftliche Hintergründe oder Einflüsse.
Diese inhaltlichen Tendenzen bei Genazino wirken sich auf die Struktur seiner Prosa aus. Ein Handlungsstrang ist nicht klar erkennbar, im Vordergrund steht die Beschreibung der Gegenwart; er war der bekannteste Flaneur in der Literaturszene des frühen 21. Jahrhunderts in Deutschland. Die Handlung ist durch Schilderung, Kulturkritik und Selbstreflexion ersetzt.

## Auszeichnungen
- 1986: Westermanns Literaturpreis
- 1990: Literaturpreis der Stadt Bremen für Der Fleck, die Jacke, die Zimmer, der Schmerz
- 1995: Solothurner Literaturpreis
- 1995: Preis der LiteraTour Nord
- 1996: Berliner Literaturpreis
- 1996–1997: Stadtschreiber von Bergen
- 1998: Großer Literaturpreis der Bayerischen Akademie der Schönen Künste für Das Licht brennt ein Loch in den Tag
- 2001: Kranichsteiner Literaturpreis für sein Gesamtwerk
- 2003: Fontane-Preis
- 2003: Kunstpreis Berlin
- 2004: Hans-Fallada-Preis
- 2004: Autorenpreis der deutschsprachigen Theaterverlage beim Heidelberger Stückemarkt für Lieber Gott mach mich blind
- 2004: Georg-Büchner-Preis
- 2006: Stiftungsgastdozentur Poetik an der Universität Frankfurt am Main (Memento vom 10. Februar 2007 im Internet Archive)
- 2007: CORINE-Belletristik Preis des ZEIT-Verlages für Mittelmäßiges Heimweh
- 2007: Kleist-Preis (Laudator: Ulrich Matthes)
- 2010: Rinke-Sprachpreis der Guntram und Irene Rinke Stiftung für Das Glück in glücksfernen Zeiten
- 2013: Kasseler Literaturpreis für grotesken Humor[9]
- 2014: Heidelberger Poetikdozentur[10]
- 2014: Samuel-Bogumil-Linde-Preis (mit Janusz Rudnicki)
- 2014: Goetheplakette der Stadt Frankfurt am Main

## Werke

### Romane
- Laslinstrasse. Köln 1965.
- Abschaffel-Trilogie:
  - Abschaffel. Reinbek bei Hamburg 1977.
  - Die Vernichtung der Sorgen. Reinbek bei Hamburg 1978.
  - Falsche Jahre. Reinbek bei Hamburg 1979.
    - Sonderausgabe in einem Band: Hanser, München 2011.
- Die Ausschweifung. Reinbek bei Hamburg 1981.
- Fremde Kämpfe. Reinbek bei Hamburg 1984.
- Der Fleck, die Jacke, die Zimmer, der Schmerz. Reinbek bei Hamburg 1989.
- Die Liebe zur Einfalt. Reinbek bei Hamburg 1990.
- Leise singende Frauen. Reinbek bei Hamburg 1992.
- Die Obdachlosigkeit der Fische. Reinbek bei Hamburg 1994.
- Das Licht brennt ein Loch in den Tag. Reinbek bei Hamburg 1996.
- Die Kassiererinnen. Reinbek bei Hamburg 1998.
- Ein Regenschirm für diesen Tag. München u. a. 2001.
- Eine Frau, eine Wohnung, ein Roman. München u. a. 2003.
- Die Liebesblödigkeit. Hanser, München 2005.
- Mittelmäßiges Heimweh. München 2007.
- Das Glück in glücksfernen Zeiten. München 2009.
- Wenn wir Tiere wären. Hanser, München 2011, ISBN 978-3-446-23738-4.
- Bei Regen im Saal. Hanser, München 2014, ISBN 978-3-446-24596-9.
- Außer uns spricht niemand über uns. Hanser, München 2016, ISBN 978-3-446-25273-8.
- Kein Geld, keine Uhr, keine Mütze. Hanser, München 2018, ISBN 978-3-446-25810-5.

### Weitere Veröffentlichungen
- Vom Ufer aus. Göttingen 1990.
- Aus der Ferne. Texte und Postkarten. Reinbek bei Hamburg 1993.
- Das Bild des Autors ist der Roman des Lesers. Münster 1994.
- Mitteilungen an die Freunde. Zum Preis der LiteraTour Nord. Frankfurt am Main 1996.
- Achtung Baustelle. Essay-Sammlung. Frankfurt am Main 1998.
- Über das Komische: der außengeleitete Humor. Paderborner Universitätsreden. Paderborn 1998.
- Der gedehnte Blick. Essay-Sammlung. Frankfurt am Main 1999.
- Auf der Kippe. Texte zu Postkarten und Fotos. Reinbek bei Hamburg 2000.
- Karnickel und Fliederbüsche, violett. Kiel 2001.
- Aus dem Tagebuch der Vergangenheit. In: Text und Kritik, 162. München 2004.
- Fühlen Sie sich alarmiert. Rede an die Abiturienten des Jahrgangs 2005. Hg. Ralph Schock. Gollenstein, Blieskastel 2005, ISBN 3-938823-00-3 [Rede auch bereits im Jahr 1999 gehalten].
- Lieber Gott mach mich blind. (Uraufführung Staatstheater Darmstadt, Oktober 2005), Frankfurt 2003, München 2006 und Der Hausschrat. München 2006, Mülheim 2007. (Theaterstücke)
- Die Belebung der toten Winkel. Poetikvorlesungen. München 2006.
- Idyllen in der Halbnatur. Essays und Reden. München 2012.
- Tarzan am Main. Spaziergänge in der Mitte Deutschlands. München 2013.
- Claus-Ulrich Bielefeld, Gespräch mit Wilhelm Genazino. In: Sinn und Form, 4/2010, S. 518–523.
- »Ich sehe mich als Überlebenden meiner Krisen«. Wilhelm Genazino im Gespräch mit Ralph Schock. In: Sinn und Form. 2/2019, S. 161–167.
- Die Angst vor der Penetranz des Wirklichen (= Heidelberger Poetikvorlesungen, Bd. 6). Hrsg. von Friederike Reents. Universitätsverlag Winter, Heidelberg 2020, ISBN 978-3-8253-4740-6.
- Der Traum des Beobachters : Aufzeichnungen 1972–2018. Ausgewählt, herausgegeben und mit einem Nachwort von Jan Bürger und Friedhelm Marx. Carl Hanser Verlag, München 2023, ISBN 978-3-446-27620-8.

### Herausgeberschaft
- Beruf: Künstler. Frankfurt am Main 1983.
- Istanbul, „sterbende Schöne“ zwischen Orient und Okzident? Corso, Hamburg 2011, ISBN 978-3-86260-021-2.